# Strange Old Brew
Strange Old Brew – drugi długogrający album grupy black metalowej Carpathian Forest.

## Lista utworów
Opracowano na podstawie materiału źródłowego.
| Nr  | Tytuł utworu                   | Długość |
| --- | ------------------------------ | ------- |
| 1.  | „Intro - Damnation Chant”      | 1:01    |
| 2.  | „Bloodcleansing”               | 2:43    |
| 3.  | „Mask of the Slave”            | 4:12    |
| 4.  | „Martyr / Sacrificulum”        | 3:26    |
| 5.  | „Thanatology”                  | 4:40    |
| 6.  | „The Suicide Song”             | 3:39    |
| 7.  | „House of the Whipcord”        | 3:58    |
| 8.  | „Cloak of Midnight”            | 5:28    |
| 9.  | „Return of the Freezing Winds” | 3:07    |
| 10. | „Theme from Nekromantikk”      | 3:04    |
| 11. | „The Good Old Enema Treatment” | 1:52    |
| 12. | „He's Turning Blue”            | 2:53    |
|     |                                | 40:03   |

## Twórcy
Opracowano na podstawie materiału źródłowego.
- R. Nattefrost - śpiew, gitara, instrumenty klawiszowe
- J. Nordavind - śpiew towarzyszący, gitara, instrumenty klawiszowe
- Terje Vik "Tchort" Schei - gitara basowa
- Anders Kobro - perkusja

Udział gościnny
- Nina Hex - kobiecy śpiew w "House of the Whipcord" i "Cloak of Midnight"
- E. Kulde - śpiew towarzyszący w "Blood Cleansing" oraz "Return of the Freezing Winds"
- Arvid Thorsen - saksofon w "House of the Whipcord"